# Strandline Glacier
Der Strandline Glacier (von englisch strandline ‚Strandlinie‘) ist ein kleiner Gletscher an der Scott-Küste des ostantarktischen Viktorialands. In den Northern Foothills fließt er aus dem Gebiet des Enigma Lake in Richtung des Gerlache Inlet und endet dort oberhalb der Strandlinie
Das New Zealand Antarctic Place-Names Committee benannte ihn 1988.